# Huntington Avenue Grounds
Huntington Avenue American League Baseball Grounds es el nombre completo del estadio de béisbol que antiguamente se ubicaba en Boston, Massachusetts, y fue el campo de Boston Red Sox (conocido informalmente como los 'Boston Americans' hasta 1908) desde 1901 hasta 1911. El estadio, construido por $ 35,000 (equivalente a $ 1.05 millones en 2018), estaba ubicado en lo que hoy es la Northeastern University, en ese momento a través de las vías New York, New Haven and Hartford Railroad desde South End Grounds, hogar de los Boston Braves.

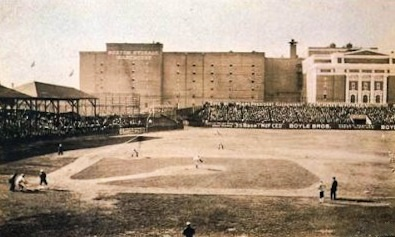
El terreno durante un partido. Observe el edificio del cual se tomó la famosa foto de 1903 "ojo de pájaro".

El estadio fue el lugar del primer juego de la Serie Mundial entre las ligas estadounidense y nacional modernas en 1903, y también vio el primer juego perfecto en la era moderna, lanzado por Cy Young el 5 de mayo de 1904. El campo de juego fue construido en un antiguo circo y era extremadamente grande para los estándares modernos: 530 pies del jardín central, luego se expandió a 635 pies en 1908. Tenía muchas peculiaridades que no se veían en los estadios de béisbol modernos, incluidos los parches de arena en los jardines donde la hierba no crecía, y un cobertizo de herramientas en el campo central profundo que estaba en juego.
Huntington Avenue Grounds fue demolida después de que los Red Sox se retiraron a principios de la temporada 1912 para jugar en Fenway Park. El Cabot Center, un recinto atlético cubierto perteneciente a la Northeastern University , se ha mantenido en la pie de Huntington Grounds desde 1954. En 1993 se erigieron una placa y una estatua de Cy Young, donde solían estar los montículos, que conmemoran la historia de este parque, en lo que ahora se llama World Series Way. Mientras tanto, una placa en el lado del centro de Cabot (1956) marca la ubicación anterior del palo de foul del jardín izquierdo.
La instalación de Cabot se encuentra a poco más de un cuarto de milla hacia el suroeste de otra instalación deportiva del área de Boston de esa época, el Matthews Arena (construido en 1910), el hogar original de los Boston Bruins de la NHL cuando comenzaron a jugar en 1924. 